# Micropholis obscura
Micropholis obscura är en tvåhjärtbladig växtart som beskrevs av Terence Dale Pennington. Micropholis obscura ingår i släktet Micropholis och familjen Sapotaceae. Inga underarter finns listade i Catalogue of Life.